# The Occupied Europe Tour 1985
The Occupied Europe Tour 1985 je album v živo skupine Laibach. Posnet je bil med turnejo The Occupied Europe Tour, ki je potekala med letoma 1982 in 1985, skupina pa jo je izvedla skupaj z angleško skupino Last Few Days. Turneja je potekala po vzhodni in zahodni Evropi. Kompozicija »Organofonia Ramovs«, ki je bila v živo posneta v N. L. Centrumu v Amsterdamu, je izšla leta 1990 na kompilacijskem albumu N.L. Centrum.

## Seznam skladb
Vse skladbe so delo skupine Laibach (Dejan Knez, Milan Fras, Jani Novak).
| A stran | A stran         | A stran |
| Št.     | Naslov          | Dolžina |
| ------- | --------------- | ------- |
| 1.      | „Perspektive‟   | 1:18    |
| 2.      | „Vier Personen‟ | 5:29    |
| 3.      | „Nova akropola‟ | 13:19   |
| 4.      | „Vojna poema‟   | 3:30    |

| B stran | B stran             | B stran |
| Št.     | Naslov              | Dolžina |
| ------- | ------------------- | ------- |
| 1.      | „Panorama‟          | 3:37    |
| 2.      | „Ti, ki izzivaš‟    | 4:01    |
| 3.      | „Die Liebe ist‟     | 4:38    |
| 4.      | „Die grösste Kraft‟ | 5:15    |
| 5.      | „Vade retro!‟       | 4:17    |
| 6.      | „Država‟            | 0:26    |

## Produkcija
- Oblikovanje: Eddie Gill, Laibach Kunst
- Snemalci: Radio Študent (Ljubljana), Uli Rehberg (Hamburg), Graeme Revell (London)